# Захидов, Таир Агасанад оглы
Таир Агасанад оглы Захидов (азерб. Tahir Ağasənəd oğlu Zahidov, род. 1978) — азербайджанский борец греко-римского стиля, двукратный чемпион мира среди юношей, чемпион Европы среди юниоров, участник летних Олимпийских игр 1996 года в Атланте.

## Биография
Таир Агасанад оглы Захидов родился 10 февраля 1978 года. Борьбой начал заниматься в 1992 году. В 1994 году в Франкфорте стал чемпионом мира среди юношей в весовой категории до 47 кг, одолев в финале российского спортсмена Сергея Кунтарева. В 1995 году в Будапеште Захидову удалось стать двукратным чемпионом мира среди юношей в той же весовой категории. Здесь в финале он победил армянского борца Сурена Асатряна. В этом же году Захидов в свои 17 лет выступил на чемпионаре мира среди взрослых в Праге.
В 1996 году Захидов занял 8-е место на чемпионате Европы в Будапеште. В этом же году принял участие на летних Олимпийских играх в Атланте. Тахир Захидов был самым молодым спортсменом с составе олимпийской сборной Азербайджана. В весовой категории до 48 кг 18-летний Захидов в первой же схватке в 1/16 финала проиграл действующему олимпийскому чемпиону Олегу Кучеренко из Германии. В первой утешительной схватке он одолел борца из Йемена Абдуллу аль-Эзани, но в следующей проиграл итальянцу Франческо Костантино и завершил Игры. В августе этого же года Захидов занял 6-е место на чемпионате мира среди юниоров в Валбжихе.
В 1997 году Таир Захидов стал бронзовым призёром чемпионата Европы среди юниоров в Стамбуле и занял 4-е место на чемпионате мира среди юниоров в Турку. Через год он занял 4-е место на чемпионате Европы среди юниоров в Тиране.
В июне 1999 года Таир Захидов стал чемпионом Европы среди юниоров в Будапеште, одолев в финале Ферхата Гюля из Турции. В августе этого же года  Захидов стал серебряным призёром чемпионата мира среди юниоров в Бухаресте, проиграв в финале румынскому борцу Клауди Гавриле.